# Trichomycterus chungarensis
Trichomycterus chungaraensis là một loài cá thuộc họ Trichomycteridae. Nó là loài đặc hữu của Chile.